# 住居番号

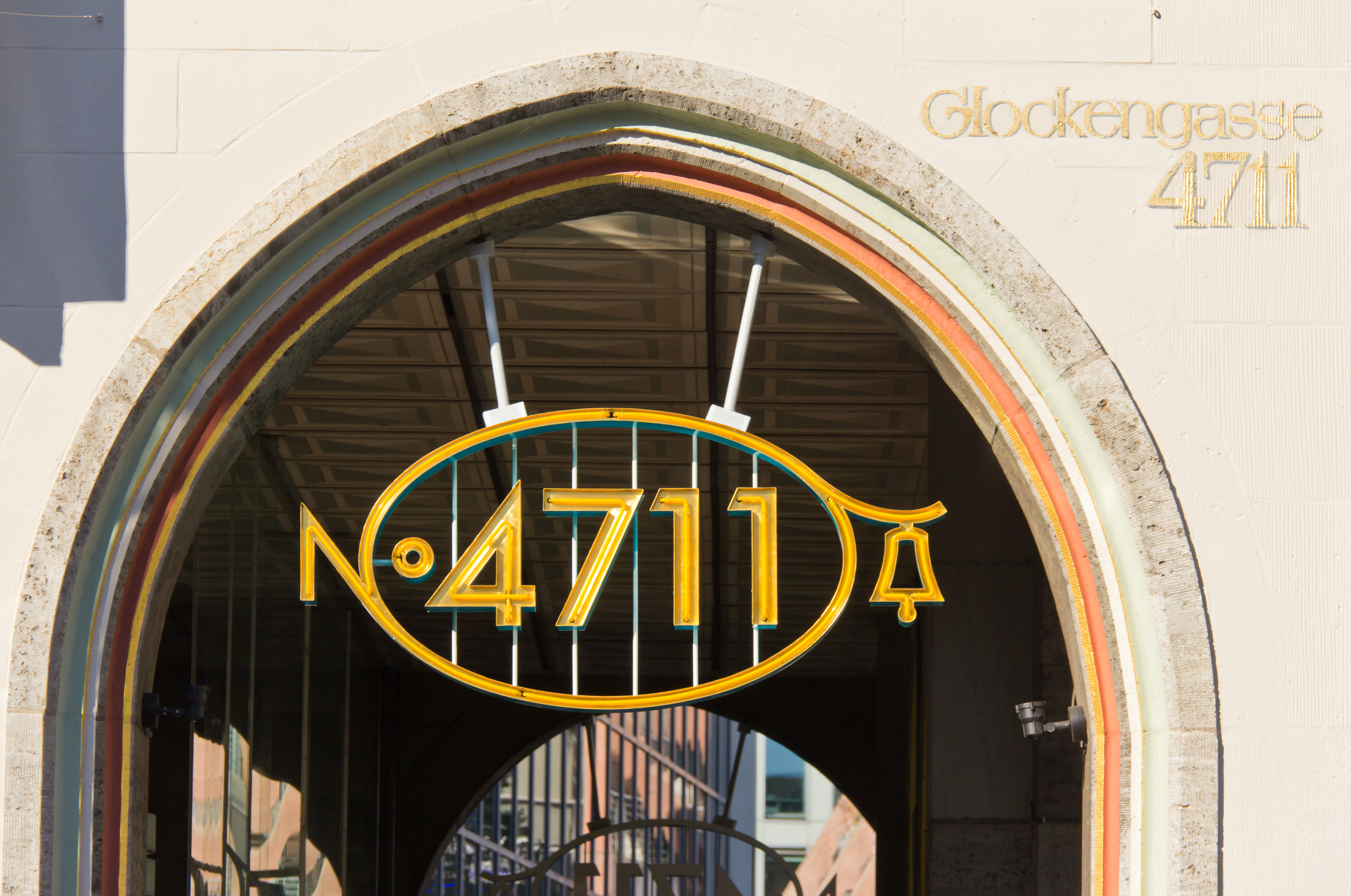
ドイツ、ケルンのグロッケン通り4711番（Glockengasse 4711）の建物の入り口。ここには「4711」というブランドのオーデコロンのメーカーがある。

住居番号（じゅうきょばんごう）は、一定の地域内における建物の位置を示すために規則に従って建物に付与される番号である。ハウスナンバーや戸番（こばん）と呼ばれることもある。家屋番号・地番とは異なる。

## 総説
住居番号は、世界的には、1本の道路に面する全ての建物のうちで重複のない番号を道路に沿って順序よく各建物に付与する方式で付与される。この場合、一定の地域内の各道路に重複のない名称が付与される。よって、住居番号と道路の名称とを組み合わせると、地域内の個々の建物を曖昧さなく指定できる。また、住居番号からは、ある建物が道路の左右いずれの側にあるか、道路の起点からどのくらい離れた場所にあるかが読み取れることがある。この方式は、日本では道路方式と呼ばれる。
一般に、住居番号は、重複、混乱などが起こらないように、市役所などの公的機関によって発行される。建物の所有者・管理者は、法律・条例により、住居番号の取得と建物への住居番号の表示が義務付けられる。建物に取り付けてこれを表示する板は住居番号表示板と呼ばれる。
規則的に付与されて建物や地図上に表示された住居番号を利用すると、市街地で訪問先の建物を探したり、郵便物を配達順に並べ替えたり（道順組立）、住所を表示したりするのが容易になる。警察・消防に場所を通報するのも迅速に間違いなく行える。
住居番号の発祥は1512年のパリであるという。
各国における住居番号の付け方は次のとおりである。国は五十音順に配列されている。

## アメリカ合衆国

### 概要

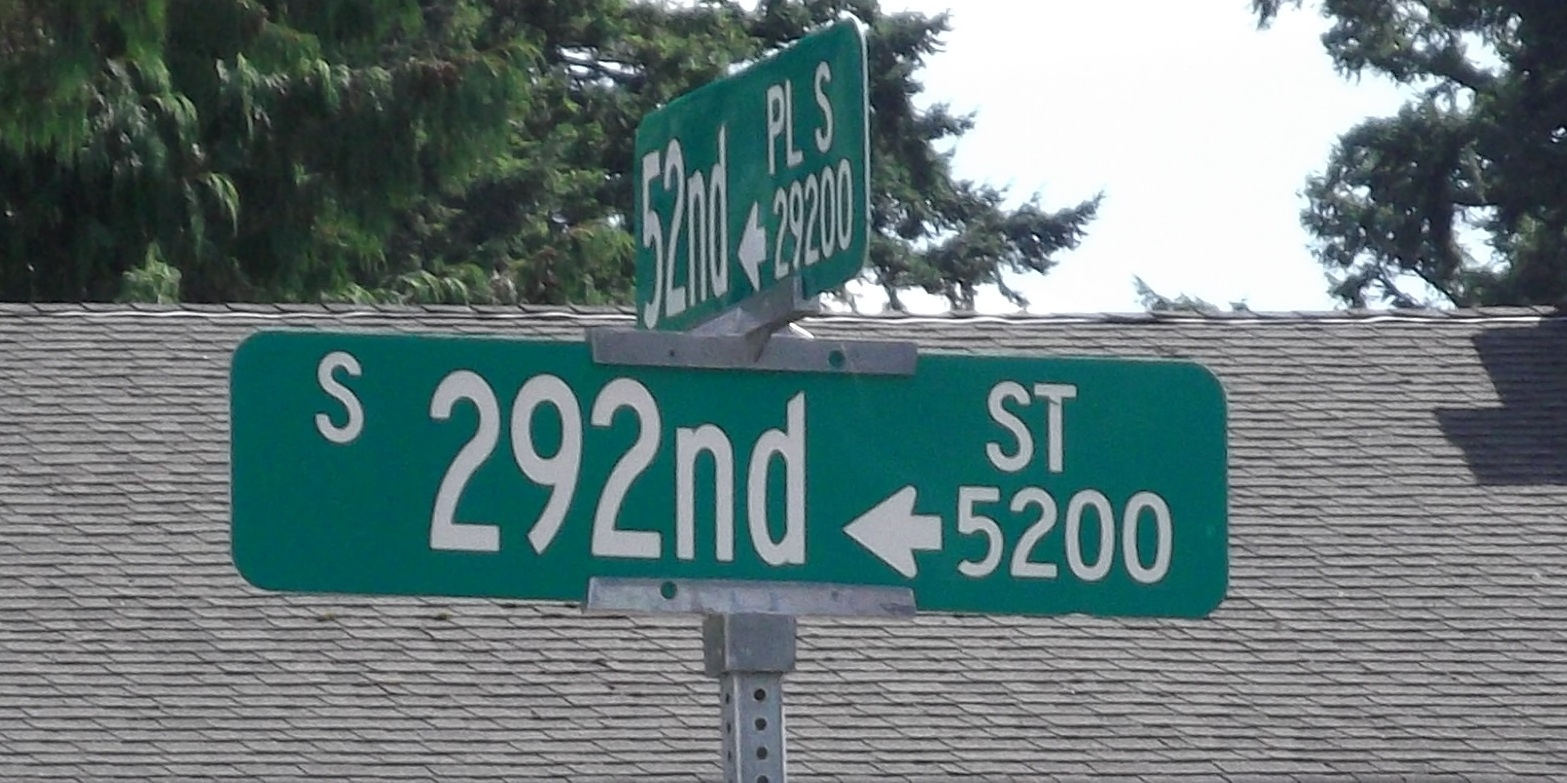
南292番通り（South 292nd Street）と52番通り南（52nd Place South）との交差点にある標識。南292番通りを矢印の方向に進むと5200番台の家があることが読み取れる。また、52番通り南を矢印の方向に進むと、29200番台の家がある。

アメリカ合衆国においては、郡、市などの例規に基づいて道路に沿う建物に住居番号が付与される。全国で統一された住居番号の付け方はない。例えば、カリフォルニア州ロサンゼルス郡における住居番号の付け方を解説した学術発表によれば、郡内では、東西に走る道の北側と南北に走る道の西側に奇数の住居番号を付与する取決めが一般的であるが、そうではない取決めもあるという。

### サクラメント
カリフォルニア州の州都サクラメントの中心部の道路は、碁盤の目状である（グリッドプラン）。ほぼ東西に走る道路は北から順にA通り（A Street）、B通り（B Street）、C通り（C Street）というように、アルファベット1文字の名前が与えられている。ほぼ南北に走る道路は西から順にフロント通り（Front Street）、2番通り（2nd Street）、3番通り（3rd Street）というように、フロント通りを除いて番号で命名されている。東西の道路と南北の道路で囲まれた1区画（街区、ブロック）は、ほぼ正方形で、1辺の長さは約400フィート（約122メートル）である。
そして、市の例規集によれば、住居番号には次の規則がある。
- 東西に走る通りについては、南北に走るフロント通りを基準とし、東に行くほど数字が大きくなる。道の北側が奇数で南側が偶数である。
- 南北に走る通りについては、東西に走るA通りを基準とし、南に行くほど数字が大きくなる。道の東側が奇数で西側が偶数である。
- 番号は100から始まり、交差点を超えるごとに百の位の数字が1ずつ大きくなる。

よって、東西の通りを東に進むと、フロント通りから2番通りまでの間には、南側に100、102、104など、北側に101、103、105など、100番台の家が並んでいる。2番通りから3番通りまでの間には、200番台の家が並んでいる。3番通りを超えると300番台、4番通りを超えると400番台であり、以下同様である。
南北の通りを南に進むと、A通りからB通りまでの間には、西側に100、102、104など、東側に101、103、105など、100番台の家が並んでいる。B通りからC通りまでの間には、200番台の家が並んでいる。C通りを超えると300番台、D通りを超えると400番台であり、以下同様である。

### マンハッタン
ニューヨークのマンハッタンの道路もおおむね碁盤の目状である。南北に走る5番街（Fifth Avenue）が目抜き通りである。東西に走る道路は南にあるものから順に番号で命名されており、5番街の東では「東○丁目」（East ○th Street）、5番街の西では「西○丁目」（West ○th Street）という。すなわち、「○丁目」（○th Street）といえば東西の通りであり、「○番街」（○th Avenue）といえば南北の通りである。
そして、住居番号の規則は次のとおりである。東西の通りでは、北側に奇数、南側に偶数の住居番号が振られる。「東○丁目」では、5番街との交差点に1番と2番があり、東に進むほど番号が大きくなる。5番街の1本東にあるパーク街（Park Avenue）を超えると、住居番号は100番と101番から始まる。以後1ブロック進むごとに百位の数字が大きくなる。「西○丁目」では、西に進むほど番号が大きくなる。1ブロック進むごとに百位の数字が大きくなるのは同様である。
南北の通りでは、東側に奇数、西側に偶数の住居番号が振られる。ただし、ブロードウェイに限ってはこの逆である。北に進むほど番号が大きくなる。南北の通りでは、「1ブロック進むごとに百位の数字が大きくなる」という規則は採用されていない。

## イギリス
グレーター・ロンドンを構成するサザーク・ロンドン特別区の規則では、クルドサックの場合を除いて、新設される道路の一方の側では奇数の住居番号が付与され、他方の側では偶数の住居番号が付与される。クルドサックの場合は、時計回りに住居番号が付与される。特定の番号（忌み数）を避けることは許されない。交差点に面する建物の住居番号は、その建物の主たる入り口が面する道路に基づいて付与される。1軒の家の跡地に数軒の家が建築された場合には、それらの家の住居番号は、もとの住居番号の後にA、B、Cなど1文字を付したものとなる。分数による枝番号（1/2、1/4など）は、文字による枝番号が付与できない場合にのみ使われる。
古い道路では、道の両側で奇数・偶数の使い分けがされていないことがある。例えば、シティ・オブ・ウェストミンスターのダウニング街（Downing Street）の北側には、西から東に10番、11番、12番の建物が連続している。このように道の片側に連続番号を振り、道の終点まで行ったら折り返して道の反対側に番号を振る方式（下図）は、ロンドンの古い道路では一般的であるという。

## オーストラリア・ニュージーランド
オーストラリアとニュージーランドでは、2003年にAS/NZS 4819という国家規格が制定され、新たな住居番号の付与はこの規格に基づいて行われることとなった。
地域内の道路には固有の名称が付与される。市街地で用いられる方式では、道路の基準点（datum point）から順に、道路の左側にある建物には1から始まる奇数の番号が付与され、道路の右側にある建物には2から始まる偶数の番号が付与される。仮に27番の建物が29番の建物との間に新たな建物が建築されたときは、27番の建物は27Aに改番され、新たな建物には27Bが付与される。また、27番が付与された集合住宅の各戸は、1/27、2/27、3/27のような枝番号付きの番号で表示される。
この方式には、欠番が少ないという利点があるものの、次の図の例のように、道の両側で向かい合う建物の番号が3以上ずれて、通行人に違和感を与えることがある（図では、11番の家の向かいは10番でも12番でもなく14番である）。
一方、人家がまばらな地域で用いられる方式では、道路の基準点から、建物への入り口が道路に接する点までの道のりに基づいて住居番号が決められる。基準点からの道のりをメートル単位で測定し、それを10で割り、入り口が道路の左側にある場合は最も近い奇数に丸め、入り口が道路の右側にある場合は最も近い偶数に丸め、これをもって住居番号とする。例えば、道路の基準点から832メートルの地点の左側にある家の住居番号は83、同地点の右側にある家の住居番号は84となる。

## 韓国

### 道路名住所
韓国では、「道路名住所法」とその施行令・施行規則に基づいて、市街地・農村部の区別なく、全国の道路に名称が付与され、道路ごとに個々の建物に建物番号が付与される。住所は、道路の名称と建物番号とを組み合わせて表示される。これは道路名住所と呼ばれる。
幅40メートル以上または8車線以上の道路には「○○大路」という名称が付けられ、それより狭い道路には「○○路」という名称が、それよりさらに狭い道路には「○○街」という名称が付けられる。キルの名称は、大路・路の名称に基づいて、「○○大路N番キル」（基礎番号方式、Nは数字で大通りからキルが分岐する地点の基礎番号）、「○○路Nキル」（一連番号方式、Nは数字の一連番号）などとされることもある。
道の起点から原則20メートル間隔で道の左側に奇数の基礎番号が振られ、同様に道の右側に偶数の基礎番号が振られる。そして、建物の主たる出入り口がある位置の基礎番号がその建物の建物番号となる。建物番号1の建物と建物番号3の建物との間にさらに建物がある場合は、その建物には1-1、1-2といった枝番号付きの建物番号が付与される。
この方式には、建物がまばらな地域では建物番号が欠番だらけになり、反対に、間口の狭い建物が密集している地域では建物番号が枝番号だらけになるという欠点があるものの、道のりの概算が容易になるという利点がある。例えば、15番の建物は、道の入り口から150メートル程度進んだ左側にあると容易に予測できる。
例えば、KORAILソウル駅の住所は、次のようになる。「漢江大路」が道路の名称、「405」が建物番号である。駅は、漢江大路の起点から約4キロメートル離れた地点の道の左側にあるはずである。
- （実例）漢江大路405

なお、道路名住所は地域住民の20％が発議し、半数の同意が得られれば変更が可能なため、イメージ向上、不動産価値向上を期待して変更の申請が相次ぎ、最近3年間の間に、全国で約260箇所の道路名が変更された。

### 歴史
道路名住所導入の経緯は次のとおりである。
従来、韓国では、日本統治時代の遺制で、法定洞・法定里と地番によって住所が表示されていた。最初の地番は、20世紀初頭に朝鮮総督府の土地調査事業で付与された。その後の急速な都市化により、地番は位置情報としての機能をうまく果たせなくなった。
1996年、政府の「国家競争力強化企画団」が道路名住所を導入する方針を打ち出した。いくつかの地域での試験的導入を経て、2006年、「道路名住所等表記に関する法律」が制定された。この法律は、「国民の生活安全と便宜」とともに「物流費削減等国家競争力強化」を目的の一つに掲げ、新住所事業の施行、道路名住所の法律上の効力、道路名住所の使用義務などを規定した。この法律は2009年に「道路名住所法」に改題された。
2013年12月31日をもって、経過措置であった従来の地番住所との併用措置が終了し、翌2014年1月1日より道路名住所に完全移行された。ただし現在でも、新住所に括弧書きで旧住所を併記している例もみられる。

## 台湾

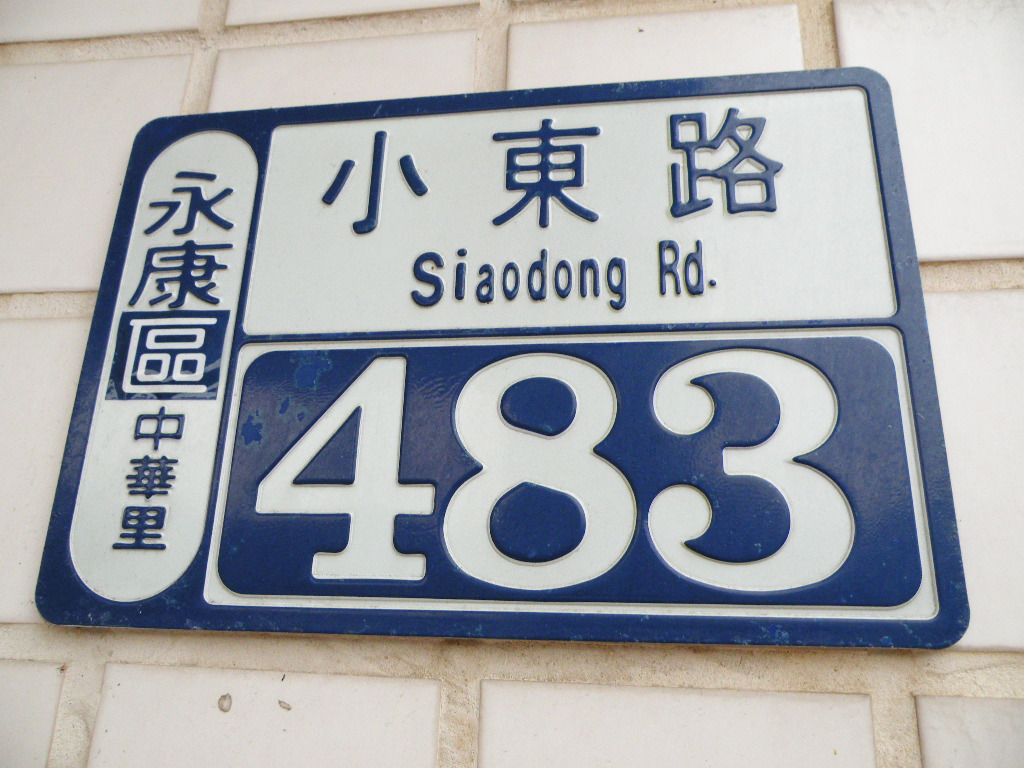
小東路483号の建物に設置された門牌（住居番号表示板）。台南県が台南市に編入され、台南県永康市が台南市永康区となったため、「市」の文字が「区」と書かれたステッカーで覆われている。

台湾では、建物に門牌号碼（もんぱいごうま）が付与される。台北市における付け方は次のとおりである。
まず、大通りに固有の名称が付される。幅15メートル以上の大通りは「○○路」と命名され、8メートル以上15メートル未満の大通りは「○○街」と命名される。幅が8メートルより狭い路地または幅にかかわらず長さ500メートル未満の路地は「巷」または「弄」というが、その命名は後述する。
東西に走る大通りの北側にある建物・南北に走る大通りの東側にある建物には、基準となる道路（中山南路、忠孝東路、忠孝西路、八徳路）に近いものから順に奇数の番号が付与され、東西に走る大通りの南側にある建物・南北に走る大通りの西側にある建物には、同様に偶数の番号が付与される。また、長い「路」は複数の「段」に区分され、段ごとに番号が起こされる。必要な場合は枝番号を使って「M之N号」という門牌号碼が付けられる。
大通りに接続する路地は、その大通りの門牌号碼Mを借用して、「○○路M巷」または「○○街M巷」と命名される。二つの大通りを結ぶ路地は、広い方の大通りの門牌号碼に基づき命名される。「○○路M巷」に接続し、大通りに直接には接続していない路地は、同様の規則により、「○○路M巷N弄」または「○○街M巷N弄」と命名される。「巷」や「弄」に面する建物の門牌号碼は「路」や「街」の場合と同様に決められる。
台北市立図書館の住所から実例を拾うと、次のとおりである。
- （実例・本館）台北市大安区建国南路二段125号
- （実例・三興分館）台北市信義区呉興街156巷6号
- （実例・南港分館）台北市南港区南港路一段287巷4弄10号

住所からは、本館は南北に走る「建国南路」の東側にあることが読み取れる。また、三興分館は「呉興街」という通りに接続する「呉興街156巷」という路地に面しており、「呉興街」からその路地に入って数軒目（6号であるからその路地の門牌号碼に欠番・枝番がないとすると3軒目）にあることが分かる。南港分館は、「南港路一段287巷4弄」という路地に面しており、「南港路」から「南港路一段287巷」という路地に入るとすぐに「南港路一段287巷4弄」という路地の入り口があり、この路地に入ると数軒目に南港分館があることが分かる。
この方式では、路地の名称が大通りの名称に従って規則的に決定されるので、路地の1本1本について固有の名称を考える必要がないという利点がある。また、路地の位置が大通りとの位置関係で示されるので、地図上で目的地の路地を探したり、市街地で目的地の路地を探したりするのも便利である。
なお、戦前の台湾では、日本統治時代のため、日本と同じ地番によって住所が表示されていた。

## 中国
中華人民共和国の市街地では、建物に門牌号（もんぱいごう）が付与される。北京市の規則では、門牌号は次のように決められる。
- 東西に走る道路では、東から西の順に、北側に奇数の、南側に偶数の門牌号を付ける。
- 南北に走る道路では、北から南の順に、西側に奇数の、東側に偶数の門牌号を付ける。
- 袋小路では、入り口から奥の順に、右側に奇数の、左側に偶数の門牌号を付ける。
- 「住宅小区」では、その北東からS字を描く順序で各建物に門牌号を付ける。
- 道沿いに空き地がある場合は、門牌号に欠番をつくる。空き地に建物が建ったら、その番号をその建物の門牌号とする。
- 既存の建物の間に新たな建物が建った場合は、門牌号の頭に「甲」「乙」「丙」などを付ける。例えば、1号と3号の間は「甲1号」「乙1号」などとする。

## ドイツ

### マンハイム
マンハイムの旧市街における住居番号の付け方は次のとおりである。旧市街の道路は碁盤の目状であり、四方を道路で囲まれた四角い街区（ブロック）にはアルファベット1文字と数字からなる符号がA1、A2、A3、……、U4、U5、U6と整然と付けられている。街区内では、宮殿に近い側の角にある建物の住居番号が1番で、そこから時計回りまたは反時計回りに街区の周囲を一周するように一連の住居番号が付けられている。住所は「R5, 6」のように表記され、これの意味するところは、R5街区の6番の建物である。

### ミュンヘン

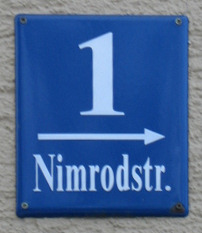
ミュンヘンの住居番号表示板

ミュンヘンでは、次のような規則で住居番号が付与される。
- 道路の起点・終点のうち、市の中心に近い方から順に、道の左側の建物に奇数の番号を、道の右側の建物に偶数の番号を付与する。
- 枝番号が必要なときはアルファベットを用いる。

## 日本

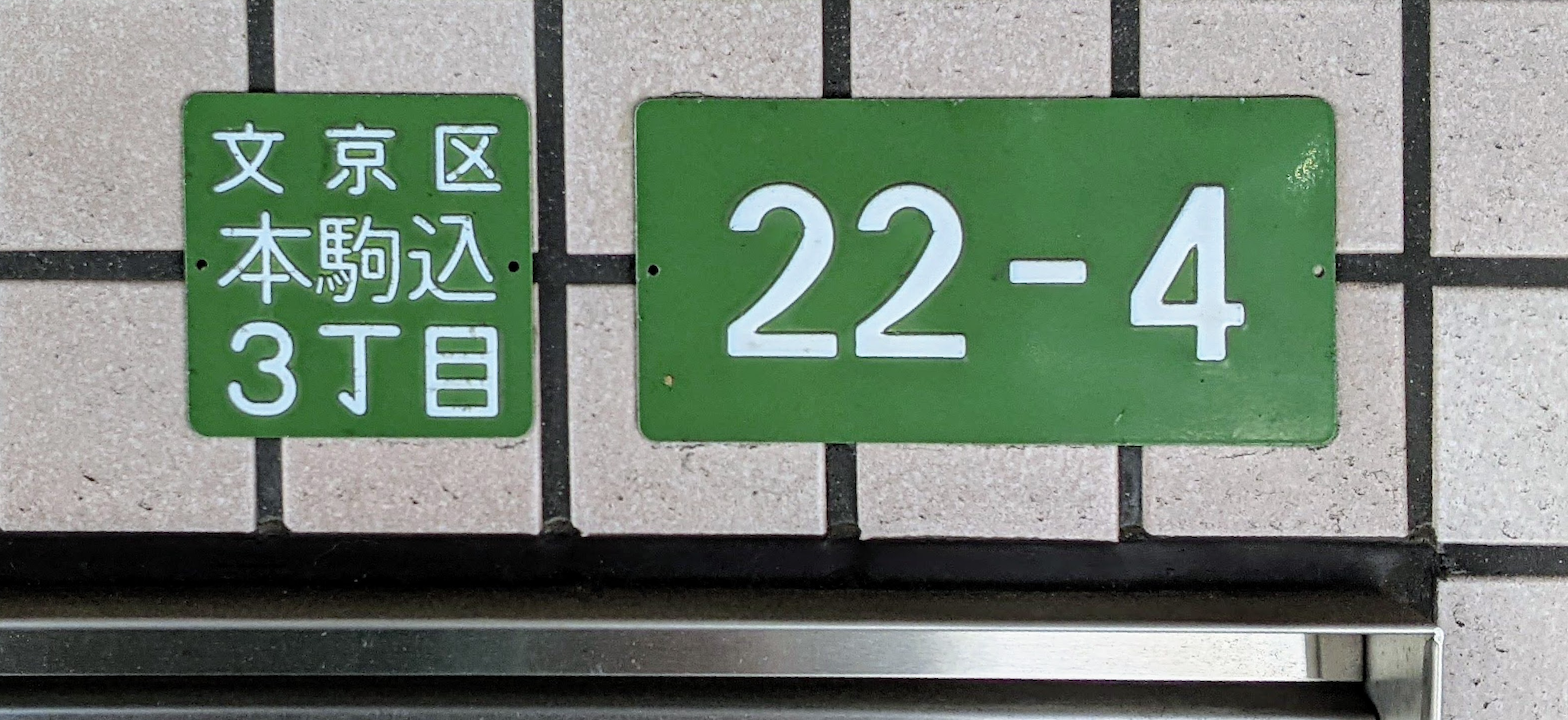
日本の住居表示板。

日本では、市街地にある住所の表示には、住居表示に関する法律（住居表示法）に基づく住居表示が利用される。住居表示は市町村（特別区を含む。以下同じ）が区域を定めて実施し、その区域内の建物に住居番号が付与される。この住居番号は、不動産登記法を根拠とする家屋番号・地番とは異なる。住居表示が実施された区域においても不動産の取引・登記関係では家屋番号・地番が用いられる。
住居表示法には街区方式と道路方式という2種類の方式が定められており、市町村が住居表示を実施する区域ごとにいずれかの方式を選択する。道路方式の採用例はわずかである。いずれの方式が採用されるかに応じて住居番号の付け方は異なる。
なお、住居表示は市街地のうち市町村が定めた区域を対象とし、国土の全域で実施されるわけではない。住居表示が実施されない地域では、町名・字名と地番の組合せで住所が表示される。

### 街区方式
街区方式の住居表示については、住居表示法第12条の規定により、実施基準が総務大臣によって告示されている。これは、旧自治省に1962年から1964年3月末まで置かれた住居表示審議会の「住居表示実施基準に関する答申」（1963年7月8日）に基づいて定められたものである。
実施基準によれば、まず、町内が道路、鉄道などの恒久的な施設や河川、水路などに基づいて複数の街区（ブロック。周囲を道路で囲まれた島のようなもの）に区画される。1街区の大きさは、面積3,000平方メートルから5,000平方メートル、戸数30戸程度が適当とされる。町内の街区には、市町村の中心に最も近い街区から順に数字で街区符号が付与される。法律上は、街区符号は数字に限らない。大阪市内には、アルファベット大文字の街区符号（中央区上町）、「渡辺」という街区符号（中央区久太郎町四丁目）、「浜○番」という街区符号（鶴見区諸口五丁目）、「南○番」という街区符号（鶴見区焼野一丁目・焼野二丁目）の実例がある。
そして、各街区ごとに次のようにして住居番号が決められる。
- 街区の角のうち、市町村の中心に最も近い角を起点として、街区の境界（街区とそれを取り囲む道路との境界）を一定の間隔ごとに区切る。この間隔は10–15メートルが適当とされる。それらの間隔（フロンテージ）に一連の番号（基礎番号）を付与する。基礎番号は、市町村の中心に最も近い角を起点として、時計回りに順番に付与する。
- 建物の主要な出入り口が接するフロンテージまたは建物に通じる主要な通路が接するフロンテージの基礎番号をもって、その建物の住居番号とする。

よって、住所の表示は次のようになる。「目白二丁目」が町名、「20」が街区符号、「21」が住居番号である。
- （住居表示実施前の例[26]）目白町二丁目1592番地
- （住居表示実施後の例[26]）目白二丁目20番21号

団地については特例が設けられており、次のいずれを採用してもよい。
- 団地の各棟を一つの街区とする。この場合棟番号をそのまま街区符号とし、各棟の住戸の番号をそのまま住居番号とすることができる（例えば、1棟203号の住戸については、街区符号は1番、住居番号は203号とできる）。
- 街区と街区符号は通常どおり定め、各住戸の住居番号は、棟番号と住戸の番号とを組み合わせて定める（例えば、1棟203号の住戸については、住居番号は1-203号とする）。

中高層建物についても特例が設けられている。中高層建物の主要な出入り口が接するフロンテージの基礎番号とその建物の住戸の番号とを組み合わせて各住戸の住居番号とすることができる。この特例に基づいて住居番号が付与されると、住所は次のようになる。「目白二丁目」が町名、「27」が街区符号、「13」がアパートの出入り口が接するフロンテージの基礎番号、「101」が住戸の番号で、「13-101」がこの住戸の住居番号である。
- （住居表示実施前の例[26]）目白町二丁目3522番地日本住宅公団アパート101号
- （住居表示実施後の例[26]）目白二丁目27番13-101号

この特例を適用するか否かは、市町村が判断するので、集合住宅であっても、各戸に固有の住居番号が付与されず、1棟の集合住宅に1個の住居番号が付与されることもある。その場合には、住所は次のようになる。「13」がこのアパートに付与された住居番号である。
- （架空の例）目白二丁目27番13号日本住宅公団アパート101号

実施基準によると、同じフロンテージに2軒以上の建物の入り口があると、それらの建物には同じ住居番号が付与されることになる。これを避けるため、市町村によっては、枝番号付きの住居番号を付与することがある。

### 道路方式
道路方式については、旧自治省の住居表示審議会から「道路方式による住居表示に関する答申」（1964年3月23日）が出されたものの、住居表示法第12条の規定による実施基準の告示がされることのないまま現在に至っている。
答申によると、道路の名称の決め方、住居番号の付け方は次のとおりである。
まず、道路の名称の原則は次のとおりである。
- 従来の名称に準拠する。
- 歴史上由緒のあるもの、語調のよいものなどを選択する。
- 当用漢字を用いるなど、簡明を旨とする。
- 同一市町村内で同一・類似の名称が生じないようにする。

道路の名称を決めるときは、必要に応じて、次のようにすることが適当とされる。
- 道路の走る方向に応じて「街路」、「通り」、「条」、「筋」などを使い分ける。
- 東西・南北に走る幹線道路で地域を区画し、その区画に名称を付し、その区画内の道路名にはその名称を冠する。
- 道路を一定間隔ごとに「丁目」に区切る。

そして、住居番号の付け方は次のとおりである。
- 道路の両側線を一定の間隔（フロンテージ）に区切り、一方側のフロンテージに奇数の番号を振り、他方側のフロンテージに偶数の番号を振り、それらを基礎番号とする。
- 東西方向の基準線となる道路と南北方向の基準線となる道路を定め、これらの基準線と基礎番号を付けようとする道路の交点を基礎番号の起点とする。
- あるいは、互いに交差する道路の交点を基礎番号の起点とする。
- 建物の出入り口が接するフロンテージまたは建物に通じる通路が接するフロンテージの基礎番号をもって、その建物の住居番号とする。

道路方式による住居表示では、住所は次のようになる。ただし、「A通り」は東西に走る道路の名称とし、「B通り」は南北に走る道路の名称とし、建物はA通り沿い、B通りとの交差点の東側にあるとする。
- （架空の例・基準線によって基礎番号を決めた場合）A通り○号
- （架空の例・互いに交差する道路の交点によって基礎番号を決めた場合）AB東○号

最初に道路方式の住居表示が行われたのは山形県東根市の一部であり、次のようにして1978年10月1日から実施された。
道路の名称は、次のようにして決められた。
- 必要に応じて幹線道路で地域を区画し、その区画に名称を付し、その区画内の道路名にはその名称を冠する。
  - （実例）板垣大通り、板垣中通り（「板垣」の区画にある道路）
- ほぼ東西に走る山形県道296号新田神町停車場線（東西の基線）にほぼ平行な道路は「○○通り」とし、若木山の東側の最も山裾に近い南北の道路（南北の基線）にほぼ平行な道路は「○○街路」とし、これにより難い場合は「○○小路」を使用する（ただし、「○○街路」の実例はない）。
  - （実例）若木小路
- 長い道路は適当に「丁目」に区切る。
  - （実例）若木通り一丁目、若木通り二丁目、…、若木通り五丁目
- 名称に数字を使用して煩雑にならないようにする。
  - （実例）若木一条通り、若木二条通り、…、若木五条通り

そして、住居番号は、道路ごとに、次のようにして決められた。
- 道路の両側を20メートル間隔に区切り、それらの間隔（フロンテージ）に番号（基礎番号）を付与する。東西に走る道路の場合は、南北の基線を背にして見た左側に偶数の番号を、右側に奇数の番号を、基線に近い側から順に付与する。
- 建物の出入り口が接するフロンテージまたは建物に通じる通路が接するフロンテージの基礎番号をもって、その建物の住居番号とする。

例えば、東根市立神町保育所の住所は、次のようになる。「若木通り一丁目」が道路名で、「50」が住居番号である。
- （実例）山形県東根市若木通り一丁目50号

なお、市町村の中の町・字（あざ。大字・小字）は、地方自治法第260条に根拠を有する。道路方式の住居表示が実施されると、住所の表記には使用されなくなり、目にする機会は減るが、法律上は存続する。また、道路方式の住居表示が実施されても、地番区域と地番・家屋番号は変更されない。

### 歴史
住居番号導入の経緯は次のとおりである。
1871年5月22日（明治4年4月4日）に布告された戸籍法では、住所は番号によって「何番屋敷」と記すことが定められた。しかし、「何番屋敷」という表示は長続きせず、やがて町名・字名と地番との組合せで住所が表示されるようになった。
その後、都市の町名・地番の混乱が郵便物の配達の困難などの社会的な問題を生じた。東京電力は、検針・集金のために地番があてにならないとして、独自の「画標制度」を考案し、使用した。1959年3月、郵政省など多数の団体によって番地整理促進協議会が結成された。同年12月15日、第33回国会で、参議院地方行政委員会は、町名地番の混乱に対する対策を政府に求める決議をした。
そこで、地番を所管する法務省と町名を所管する自治省は、1960年度、3都市（東京都荒川区、埼玉県川越市、宮城県塩竈市）の一部区域で町名地番整理の実験をした。その結果、町界・町名の整理はともかく、地番の付け替えは、測量が必要になる場合もあり、時間と経費を要することが明らかになった。
1961年5月、総理府に「町名地番制度審議会」が設置された。この審議会は、学識経験者、法務・大蔵・郵政・自治の各事務次官など15名を委員とした。そして、審議会は、内閣総理大臣からの諮問を受けて、同年11月に「町名地番制度の改善に関する答申」を出した。その答申では、財産番号である地番の整理には困難と多額の経費を要するので、市街地の住居表示のためには、地番ではなく、諸外国のハウスナンバーのような住居表示自体の目的のための番号を採用すべきであるとされた。
この答申を受けて、住居表示法案が1962年の第40回国会に提出され、成立した。以後、日本各地で住居表示法に基づく住居表示が実施された。1985年度末の時点で、全国1,560万世帯で住居表示が実施されており、これは当時の世帯数3,798万の41.1%である。

### 社会実験
現在、日本の住居表示はほとんど街区方式によって行われている。しかしながら、国土交通省道路局企画課は、街区方式について「土地に不慣れな人にとっては、仮に人に尋ねてもうまく目的地にたどり着くことは難しい」とし、「『道路方式』だと、土地に不慣れな人でも住所を聞くだけで目的地にたどり着きやすい」としている。そこで、国土交通省は、2006年度と翌年度に「通り名で道案内」という社会実験を各地で実施した。
大阪府堺市においては、2006年10月に社会実験が行われた。この実験は、市中心部の大小路筋（東西）、大道筋（南北）などの一部区間を対象とした。東西に走る通りについては、南北に走る大道筋との交差点（起点）からの距離を10メートル単位で表したものが位置番号とされ、大道筋より東側にあるか西側にあるかは番号の前に「東」・「西」を冠することで区別された。南北に走る通りについては、東西に走る大小路筋との交差点（起点）からの距離を10メートル単位で表したものが位置番号とされ、大小路筋との位置関係に応じて番号の前に「南」・「北」が冠された。
そして、起点を背にして通りの右側にある電柱や歩道の路面には奇数の位置番号が表示され、通りの左側にある電柱や歩道の路面には偶数の位置番号が表示された。この位置番号を表示した観光案内地図が作成・配布された。このようにして、例えば菅原神社は「禅通寺筋#東18」という番号で案内された。これは、大道筋との交差点から禅通寺筋を東に180メートル程度進んだ左側という意味である。
「通り名で道案内」は、社会実験としては終了した。

## フランス

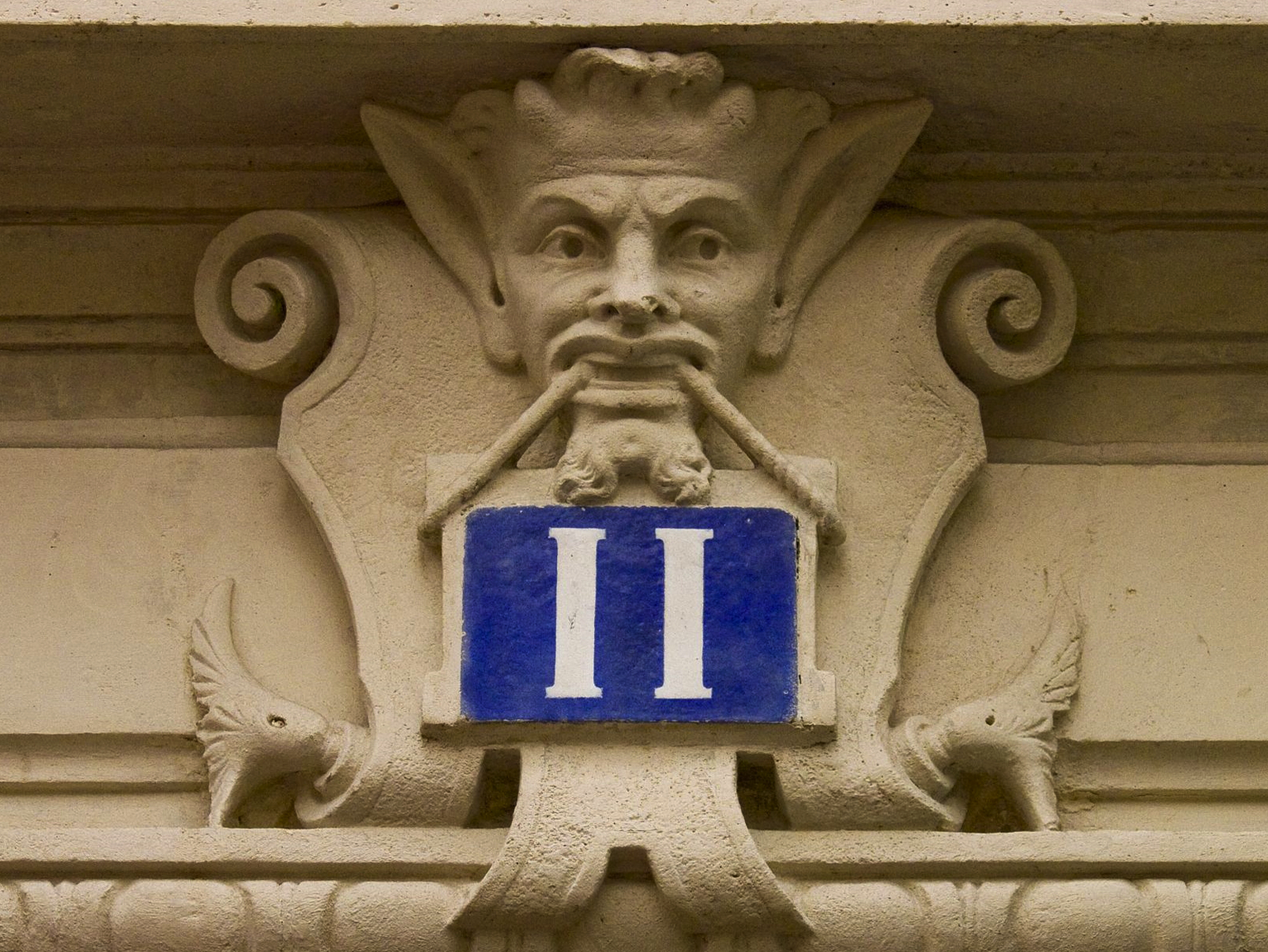
パリ、アラゴ大通り11番（11 boulevard Arago）の建物に設置された住居番号表示板

パリでは、フランス第一帝政下の1805年に出された命令に基づいて道路ごとに住居番号が付与される。それによれば、セーヌ川にほぼ平行な道路では、川の流れに沿って数字が大きくなるように住居番号が振られる。セーヌ川に対して直交するか斜めである道路では、セーヌ川から遠ざかるほど数字が大きくなるように住居番号が振られる。そして、数字が大きくなる方向を見たときの左側に奇数の番号が振られ、右側に偶数の番号が振られる。
フランス郵政公社が全国のコミューンの長（市長）向けに作成した冊子によれば、住所は、最大4桁の住居番号、道路の種類を表す語（rue（通り）、boulevard（大通り）など）、道路の名称からなる。
この冊子は、道路の命名の原則も示している。それによれば、道路名は、スペースを含んで32文字以内で、既に使われている道路名の同義語・類義語・同音語を避け、過去に使われていた道路名と同じ名称も避ける。一度命名した道路の改名も避ける。
この冊子は、住居番号付与の原則も示している。
- 道路ごとの住居番号は、都心から郊外に向かって数字が大きくなるように付与する。これでは決められない場合は、東から西に向かって数字が大きくなるように付与する。それでも決められない場合は、北から南に向かって数字が大きくなるように付与する。
- 道の左側を奇数とし、道の右側を偶数とする。
- 将来建物が建つことを予想してあらかじめ欠番を作っておく。
- 枝番号（bis、ter、quaterやA、B、C）を避ける。